# 北海道道126号小平幌加内線
北海道道126号小平幌加内線（ほっかいどうどう126ごう おびらほろかないせん）は、北海道留萌郡小平町と雨竜郡幌加内町を結ぶ道道（主要地方道）である。未供用区間および冬期通行止め区間がある。

## 概要
未供用区間は建設中止が決定されており、小平町内の区間、幌加内町内の区間、それぞれ２区間に分断された形で供用済みである。

### 路線データ
- 起点：北海道留萌郡小平町字小平町（国道232号交点）
- 終点：北海道雨竜郡幌加内町字幌加内（国道275号交点）
- 総延長：42.420 km
- 実延長：42.389 km
- 重用延長：0.031 km

### 道路管理者
- 留萌振興局 留萌建設管理部 事業課
- 上川総合振興局 旭川建設管理部 事業課

## 歴史
- 1983年（昭和58年）9月20日 - 路線認定[1]。路線番号は1043。当初は北海道道742号霧立小平線交点が起点であった。
- 1993年（平成5年）5月11日 - 建設省から、道道小平幌加内線・道道霧立小平線の一部が小平幌加内線として主要地方道に指定される[2]。
- 1994年（平成6年）
  - 4月1日 - 起点を国道232号交点に変更[3]。
  - 10月1日 - 路線番号を126号に変更[4]。
- 2005年（平成17年）度 - 未開通区間である、小平町字滝下 - 幌加内町字長留内間の事業中止が決まる[5]。

## 路線状況

### 未供用区間
- 小平町字滝下 - 幌加内町字長留内

この区間は2005年（平成17年）に事業中止が決定している。

### 冬期交通規制（通行止め）
- 小平町字川上164-1（ゲート・北海道道742号霧立小平線交点） - 小平町字滝下国有林1094林班
区間延長：6.4 km
- 幌加内町字長留内国有林201林班 - 幌加内町字長留内577-2（長留内ゲート）
区間延長：1.4 km

### 道路施設

#### 主なトンネル
- 滝下トンネル (216 m、小平町字滝下)

#### 主な橋梁
- 滝見大橋（900 m、小平ダム湖、小平町字滝下）
- 小天狗橋（95 m、小天狗ノ沢川、小平町字滝下）
- 上記念別橋（93 m、上記念別沢川、小平町字川上 - 小平町字滝下）
- 幌竜橋（97 m、鶴の沢川、幌加内町字長留内）
- 貝の沢橋（120 m、貝の沢、幌加内町字長留内）
- 清月橋（158 m、雨竜川、幌加内町字清月 - 幌加内町字幌加内）

#### 常設型ゲート
- ゲート（小平町字川上164-1、北海道道742号霧立小平線交点）
- 長留内ゲート（幌加内町字長留内577-2）

## 地理

### 通過する自治体
- 留萌振興局
  - 留萌郡小平町
- 上川総合振興局
  - 雨竜郡幌加内町

### 交差する道路
小平町
- 国道232号 - 字小平町（起点）
- 北海道道1006号達布小平町線 - 字富里、字平和（重複）
- 北海道道1049号苫前小平線 - 字寧楽
- 北海道道867号達布石狩沼田停車場線 - 字達布
- 北海道道742号霧立小平線 - 字滝下

幌加内町
- 国道275号 - 字幌加内（終点）

### 沿線にある施設など
小平町
- 望洋台スキー場
- 達布郵便局
- 小平ダム

幌加内町
- ほろたちスキー場
- 百年記念公園